# 東知立駅
東知立駅（ひがしちりゅうえき）は、愛知県碧海郡知立町大字知立にあった、名古屋鉄道名古屋本線の駅。三河線と近接する位置にあり、かつては両路線に跨る知立駅（2代）であったが、現在の知立駅（3代）が開業したことで東知立駅と三河知立駅に分割。利用客の低迷により1968年（昭和43年）1月7日に廃止された。

## 歴史

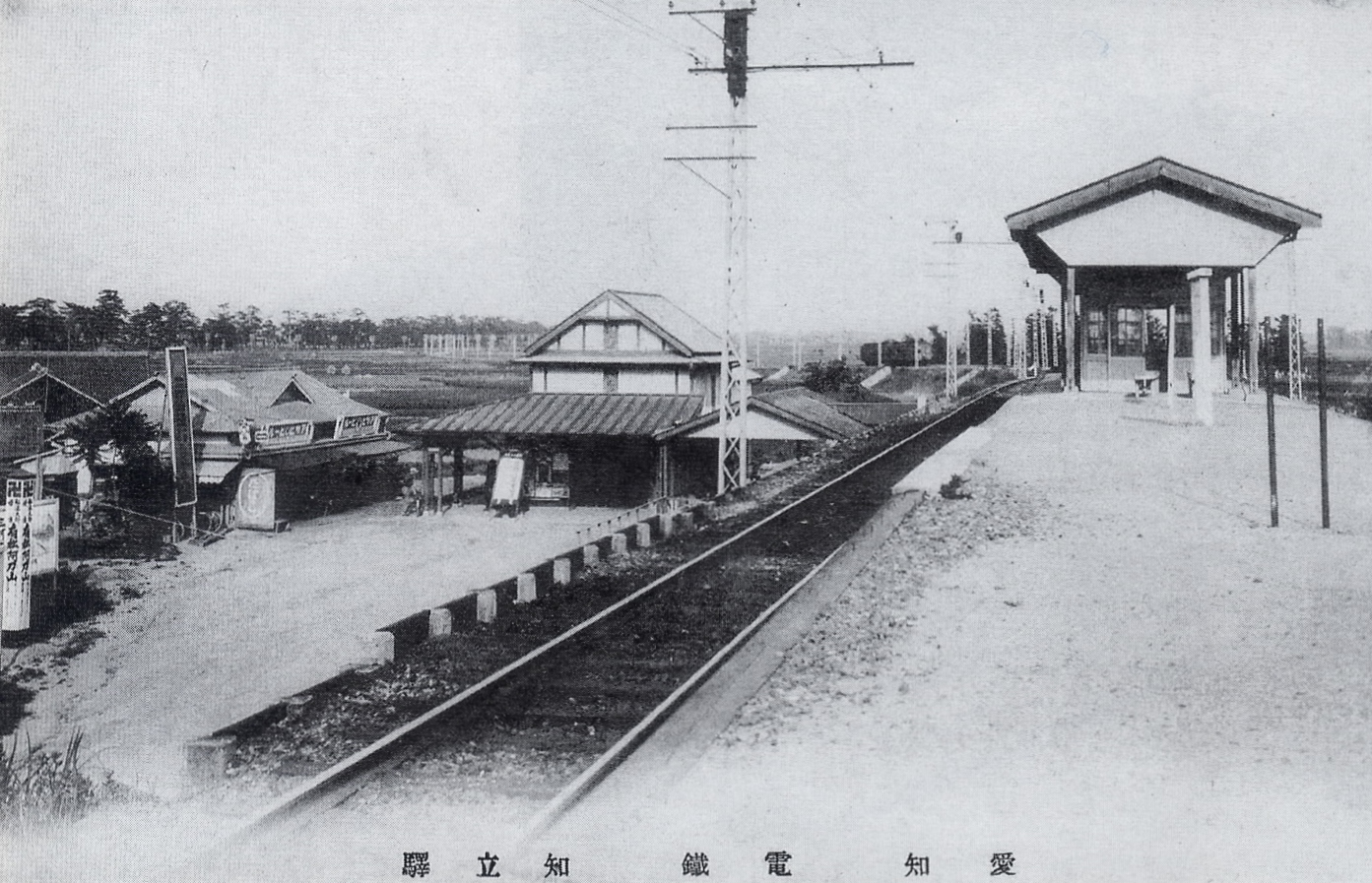
新知立駅

知立町内には1915年（大正4年）に三河鉄道（三鉄）が進出し、町内を南北に縦断する路線を形成していた。一方、愛知電気鉄道（愛電）も岡崎延伸にあたって東海道電気鉄道を合併し、東海道電気鉄道の免許線を一部変更して有松 - 知立 - 岡崎という町内を東西に横断する路線を計画していた。三鉄線との交差についてははじめ同社の知立駅（初代）へ愛電が乗り入れる予定であったが、利害関係から両社の設計協議がまとまる見込みがなかったため、愛電は予定ルートを少し迂回して三鉄線を立体交差し、交点付近に新知立駅を設けて連絡を図ることになった。なお、この協議で工事が遅延し、新知立駅正式開業に先立ち現在の知立駅付近に仮の新知立駅を先行開業させている。
その後、1935年（昭和10年）に愛電は名岐鉄道と合併して名古屋鉄道（名鉄）が成立。名鉄は1941年（昭和16年）には三河鉄道を合併する。会社合併によって知立（初代）・新知立の両駅はともに名鉄所属となり、両駅を結ぶ連絡通路が設けられ知立駅（2代）として1つの駅に統合された。もっとも別々の駅だったものを統合したために両線のホームは離れており、乗り換えは不便であった。通路幅員も二間（約3 m）ほどしかなく、ラッシュ時には身動きができないほどの混雑を見せた。このような実態から社内では盛土高架の本線側（旧・新知立駅）を「A知立」、地上駅の三河線側（旧・初代知立駅）を「B知立」と区別することもあった。
しばらくはこの状態が続いたが、乗降客数の増加と設備の老朽化に伴い、名鉄は駅を約600 m西に移転し三河線の経路を変更する計画を知立町に打診した。1950年（昭和25年）より始まった知立連絡線を介した三河線・名古屋本線間の直通運転も増発により無理が生じつつあった。知立町議会は駅移転の必要性を認め、1959年（昭和34年）竣工を目途に事業計画を決定し、駅周辺の土地区画整理事業を進めることにした。駅移転により従来の駅周辺の商店街への影響が懸念されたが、移転後も従来駅を存続させることが決まっていたため、移転反対の声は少数にとどまった。

駅の変遷 帰属：国土交通省「国土画像情報（カラー空中写真）」 配布元：国土地理院地図・空中写真閲覧サービス

1959年（昭和34年）4月1日、移転地に現在の知立駅（3代）が開業した。知立駅（2代）は移転後も存続となったが、駅は路線別に分割され、本線（A知立）側が東知立駅、三河線（B知立）側が三河知立駅となった。駅分割に伴い連絡通路も撤去されている。存続はしたものの、優等列車が停まらない小駅と化した東知立駅の乗降客数は次第に減少し、1968年（昭和43年）1月7日に廃止された。晩年には普通電車も一部通過するようになっていた。
東知立駅廃止後も三河線の三河知立駅はそのまま営業を続けたが、知立駅付近連続立体交差事業に関連して2024年（令和6年）3月16日に駅を約 900m東へ移転した。東知立駅の遺構は長らく残っていたが、知立駅付近連続立体交差事業に伴い消滅した。

### 年表
- 1923年（大正12年）

知立駅の変遷

  - 4月1日：愛知電気鉄道岡崎線が新知立駅（仮駅）を現在の知立駅付近に設置[16]。
  - 6月1日：仮駅を移転し新知立駅として正式開業[16]。
- 1928年（昭和3年）6月1日：三河鉄道知立駅（初代） - 分岐点間の貨物連絡線（知立連絡線）が開通[17]。
- 1935年（昭和10年）8月1日：名岐鉄道と愛知電気鉄道とを合併し、名古屋鉄道発足。豊橋線の駅となる[6]。
- 1941年（昭和16年）
  - 6月1日：名古屋鉄道が三河鉄道を合併[7]。
  - 8月1日：三河線知立駅（初代）と豊橋線新知立駅を統合し、知立駅（2代）に改称[18]。
- 1948年（昭和23年）5月16日：路線名整理により豊橋線が名古屋本線となる[19]。
- 1959年（昭和34年）4月1日：現在の知立駅（3代）が開業し、旧駅は名古屋本線側を東知立駅、三河線側を三河知立駅に改称して分離[20]。
- 1966年（昭和41年）3月25日：ダイヤ改正により一部の普通列車が特別通過するようになる[21]。
- 1968年（昭和43年）1月7日：廃止[22]。

## 駅構造
新知立駅から東知立駅に至るまで、島式ホーム1面2線の単純な構造であった。主要駅であった知立駅（2代）の頃は混雑緩和のために上下線で停車位置をずらして対応していた。

### 配線図
|                           | ↑ 東岡崎・豊橋方面             |                             |
| ← 挙母・猿投・ 西中金方面 | 知立駅（2代）時代 構内配線略図 | → 刈谷・碧南・ 吉良吉田方面 |
|                           | ↓ 新名古屋・新岐阜方面         |                             |
| 凡例 出典:                |                                |                             |

## 利用状況
『愛知県統計年鑑』『知立の統計』等によると、年間および一日平均の乗車人員、乗降人員の推移は以下の通りである。
| 年                 | 年間統計 | 年間統計 | 年間統計 | 一日平均 | 一日平均 | 備考   |
| 年                 | 乗車人員 | 乗車人員 | 乗降人員 | 乗車人員 | 乗降人員 | 備考   |
| 年                 | 総数     | 定期     | 乗降人員 | 乗車人員 | 乗降人員 | 備考   |
| ------------------ | -------- | -------- | -------- | -------- | -------- | ------ |
| 1925（大正14）年度 | 229,278  |          | 446,596  | 628      | 1,224    | [ 25 ] |
| 1926（大正15）年度 | 286,462  |          | 551,469  | 785      | 1,511    | [ 26 ] |
| 1927（昭和02）年度 | 300,625  |          | 579,811  | 821      | 1,584    | [ 27 ] |
| 1928（昭和03）年度 | 301,966  |          | 573,885  | 827      | 1,572    | [ 28 ] |
| 1929（昭和04）年度 | 318,171  |          | 589,631  | 872      | 1,615    | [ 29 ] |
| 1930（昭和05）年度 | 269,815  |          | 510,490  | 739      | 1,399    | [ 30 ] |
| 1931（昭和06）年度 | 244,523  |          | 448,800  | 668      | 1,226    | [ 31 ] |
| 1932（昭和07）年度 | 206,762  |          | 398,282  | 566      | 1,091    | [ 32 ] |
| 1933（昭和08）年度 | 212,029  |          | 399,086  | 581      | 1,093    | [ 33 ] |
| 1934（昭和09）年度 | 215,554  |          | 407,415  | 591      | 1,116    | [ 34 ] |
| 1935（昭和10）年度 | 200,901  |          | 368,703  | 549      | 1,007    | [ 35 ] |
| 1936（昭和11）年度 | 160,666  |          | 309,728  | 440      | 849      | [ 36 ] |
| 1937（昭和12）年度 | 229,069  |          | 433,807  | 628      | 1,189    | [ 37 ] |
| 1938（昭和13）年度 | 209,825  |          | 416,163  | 575      | 1,140    | [ 38 ] |
| 1939（昭和14）年度 | 278,939  |          | 557,737  | 762      | 1,524    | [ 39 ] |
| 1940（昭和15）年度 | 374,838  |          | 746,820  | 1,027    | 2,046    | [ 40 ] |

| 年                 | 年間統計  | 年間統計  | 年間統計  | 一日平均 | 一日平均 | 備考                            |
| 年                 | 乗車人員  | 乗車人員  | 乗降人員  | 乗車人員 | 乗降人員 | 備考                            |
| 年                 | 総数      | 定期      | 乗降人員  | 乗車人員 | 乗降人員 | 備考                            |
| ------------------ | --------- | --------- | --------- | -------- | -------- | ------------------------------- |
| 1941（昭和16）年度 |           |           |           |          |          | 8月1日に知立駅（初代）と統合    |
| 1942（昭和17）年度 |           |           |           |          |          |                                 |
| 1943（昭和18）年度 |           |           |           |          |          |                                 |
| 1944（昭和19）年度 |           |           |           |          |          |                                 |
| 1945（昭和20）年度 |           |           |           |          |          |                                 |
| 1946（昭和21）年度 |           |           | 2,775,000 |          | *7,603   | [ 41 ]                          |
| 1947（昭和22）年   | 1,902,000 |           | 3,823,000 | *5,211   | *10,474  | 期間は1947年1月 - 1947年12月末  |
| 1948（昭和23）年   | 1,527,000 |           | 3,059,000 | *4,172   | *8,358   | 期間は1948年1月 - 1948年12月末  |
| 1949（昭和24）年度 | 1,456,000 | 748,000   | 2,955,000 | *3,989   | *8,096   | 期間は1949年5月 - 1950年4月末   |
| 1950（昭和25）年度 | 1,304,000 | 641,000   | 2,668,000 | *3,573   | 7,344    | 期間は1949年11月 - 1950年10月末 |
| 1951（昭和26）年度 | 1,779,000 | 888,000   | 3,577,000 | *4,861   | *9,774   | [ 47 ]                          |
| 1952（昭和27）年度 | 1,882,000 | 882,000   | 3,708,000 | 5,155    | 10,156   | [ 48 ]                          |
| 1953（昭和28）年度 | 1,986,000 | 940,000   | 3,910,000 | 5,440    | 10,712   | [ 49 ]                          |
| 1954（昭和29）年度 | 2,095,000 | 971,000   | 4,170,000 | 5,739    | 11,424   | [ 50 ]                          |
| 1955（昭和30）年度 | 2,139,000 | 1,038,000 | 4,248,000 | 5,846    | 11,680   | [ 51 ] [ 46 ]                   |
| 1956（昭和31）年度 | 2,389,000 | 1,209,000 | 4,752,000 | 6,543    | 13,018   | [ 52 ]                          |
| 1957（昭和32）年度 | 2,608,000 | 1,346,000 | 5,167,000 | 7,145    | 14,156   | [ 53 ]                          |
| 1958（昭和33）年度 |           |           |           |          |          |                                 |

斜体の値は千人単位（千人未満四捨五入）
* 千人単位からの概算値
| 年                 | 年間統計 | 年間統計 | 年間統計 | 一日平均 | 一日平均 | 備考                           |
| 年                 | 乗車人員 | 乗車人員 | 乗降人員 | 乗車人員 | 乗降人員 | 備考                           |
| 年                 | 総数     | 定期     | 乗降人員 | 乗車人員 | 乗降人員 | 備考                           |
| ------------------ | -------- | -------- | -------- | -------- | -------- | ------------------------------ |
| 1959（昭和34）年度 |          |          | 315,101  |          | 860      | 4月1日に三河線三河知立駅と分割 |
| 1960（昭和35）年度 |          |          | 653,033  |          | 1,789    | [ 54 ]                         |
| 1961（昭和36）年度 |          |          | 724,475  |          | 1,984    | [ 54 ]                         |
| 1962（昭和37）年度 |          |          | 562,571  |          | 1,541    | [ 54 ]                         |
| 1963（昭和38）年度 |          |          | 346,779  |          | 947      | [ 54 ]                         |
| 1964（昭和39）年度 |          |          | 442,962  |          | 1,213    | [ 54 ]                         |
| 1965（昭和40）年度 |          |          | 490,230  |          | 1,343    | [ 1 ]                          |
| 1966（昭和41）年度 |          |          | 459,550  |          | 1,259    | [ 1 ]                          |
| 1967（昭和42）年度 |          |          | 293,210  |          | 801      | 1968年（昭和43年）1月7日廃止   |

## 隣の駅
名古屋鉄道
名古屋本線
■特急・■準急
通過
■普通
牛田駅 - （知立信号所） - 東知立駅 - 知立駅